# Fritz Steuri (Skisportler, 1908)
Fritz Steuri (* 11. Juli 1908 in Grindelwald; † 8. Juli 1953) war ein Schweizer Bergführer und nordischer sowie alpiner Skirennfahrer. Er wurde 1935 Schweizer Skimeister und nahm an den Olympischen Winterspielen 1932 sowie an je einer nordischen und alpinen Skiweltmeisterschaft teil. 1932 war er Mitglied einer Grönland- und 1939 einer Himalaya-Expedition.

## Biografie
Fritz Steuri war der älteste Sohn des Grindelwalder Bergführers und dreifachen Schweizer Meisters im alpinen Dauerlauf Fritz Steuri senior. Nach ersten vorderen Platzierungen bei den «Grossen Skirennen der Schweiz» (Schweizer Skimeisterschaften) in Abfahrt, Slalom und Sprunglauf nahm er 1931 an der Nordischen Skiweltmeisterschaft in Oberhof teil. Im 17-km-Langlauf, im Kombinations- und Spezialsprunglauf sowie im Kombinierten Lauf belegte er mit Ergebnissen zwischen Rang 33 und 37 Platzierungen im Mittelfeld. Ausserdem wurde er Dritter im Slalom, Zehnter in der Abfahrt und Siebter in der Kombination bei den Arlberg-Kandahar-Rennen 1931 in Mürren. In den Jahren 1930 bis 1932 war Fritz Steuri Präsident des Skiclubs Grindelwald. Ein zweites Mal übte er dieses Amt in einer längeren Periode von 1942 bis 1949 aus. Von 1928 bis 1931 war er Kursekretär des Kur- und Verkehrsvereins Grindelwald.
Den Winter 1931/32 verbrachte Steuri als Skilehrer in den Vereinigten Staaten. Auf der Abfahrtspiste am Mount Moosilauke in New Hampshire, wo ein Jahr später die ersten US-amerikanischen Abfahrtsmeisterschaften ausgetragen wurden, stellte er mit 7 Minuten und 6 Sekunden eine neue Rekordzeit auf, die allerdings nicht offiziell anerkannt wurde, da er verbotenerweise die Strecke abgekürzt hatte. Steuri nahm neben Fritz Kaufmann und Cesare Chiogna an den Nordischen Skiwettbewerben der Olympischen Winterspiele 1932 in Lake Placid teil und belegte mit Rang 18 im Sprunglauf wiederum eine Platzierung im Mittelfeld, während er in der Kombination nur auf Platz 26 unter 33 Teilnehmern kam.
Im Jahr 1932 war Steuri zusammen mit David Zogg als Bergführer und Gletscherexperte an der von Regisseur Arnold Fanck geleiteten, sechs Monate dauernden «Universal-Fanck-Grönland-Expedition» an der Westküste Grönlands beteiligt, bei der der Film SOS Eisberg gedreht wurde. Erfolge im Skirennsport erzielte er wieder im Winter 1935: Beim 29. Grossen Skirennen der Schweiz in seinem Heimatort Grindelwald gewann Steuri die Viererkombination aus Abfahrt, Slalom, Langlauf und Sprunglauf und holte sich damit den Titel des Schweizer Skimeisters 1935. Zudem wurde er Schweizer Meister in der Abfahrt. Im Vorjahr, als zum ersten Mal die Viererkombination im Rahmen der Schweizer Meisterschaften ausgetragen wurde, hatte er in dieser den siebten Platz belegt. Bei den französischen Meisterschaften 1935 wurde Steuri hinter Sigmund Ruud Zweiter in der Viererkombination. Von Mitte März bis Ostern 1935 leitete er die Skischule Eigergletscher, anschliessend bis in den Spätsommer die Skischule Jungfraujoch. Wegen eines zuvor erlittenen Trainingsunfalls gehörte Fritz Steuri bei den Weltmeisterschaften 1936 in Innsbruck der Reservemannschaft an. Nachdem sein Bruder Hermann Steuri in der Abfahrt schwer gestürzt war, ersetzte er diesen im Slalom, den er auf Rang 18 beendete. Am Schweizerischen Skirennen 1936 nahm er aufgrund seines Trainingsunfalls nicht teil. 1937 und 1938 erreichte er bei den nationalen Titelkämpfen keine vorderen Platzierungen mehr.  Bei den Arlberg-Kandahar-Rennen erzielte er 1935 mit dem neunten und 1937 mit dem achten Slalomrang zwei Top-10-Resultate.
Als Bergsteiger trat Fritz Steuri wieder 1939 ins Rampenlicht, als er mit Expeditionsleiter André Roch, Bergführer David Zogg und dem Topographen Ernst Huber an der ersten von der Schweizerischen Stiftung für Alpine Forschung (SSAF) organisierten Himalaya-Expedition in die Garhwal-Region teilnahm. Dabei gelangen der Gruppe die Erstbesteigungen des 7066 Meter hohen Dunagiri am 5. Juli, des 6708 Meter hohen Ghori Parbat am 18. August und des 6156 Meter hohen Rataban. Beim Versuch der Erstbesteigung des 7138 Meter hohen Chaukhamba (Badrinath) wurden sie am 10. September im Hochlager in ihrem Zelt von einer Lawine erfasst und mehrere hundert Meter mitgerissen. Sie blieben unverletzt, doch zwei Träger starben. Als sie vom Ausbruch des Zweiten Weltkrieges in Europa erfuhren, mussten sie die Expedition abbrechen. Steuri nahm noch weiter an Skirennen teil, unter anderem 1942 wieder am Schweizerischen Skirennen in seinem Heimatort Grindelwald. In der Altersklasse I erzielte er den zweiten Platz in der Abfahrt. Hauptsächlich betätigte er sich aber während des Krieges als Alpin- und Skilehrer in Kursen für Gebirgssoldaten. 1953 verstarb Fritz Steuri drei Tage vor seinem 45. Geburtstag.

## Erfolge (Skisport)

### Olympische Winterspiele
- Lake Placid 1932: 18. Sprunglauf, 26. Nordische Kombination

### Weltmeisterschaften
Nordisch:
- Oberhof 1931: 33. Kombinierter Lauf, 34. 17-km-Langlauf, 35. Kombinationssprunglauf, 37. Spezialsprunglauf

Alpin:
- Innsbruck 1936: 18. Slalom

### Schweizer Meisterschaften
- Schweizer Skimeister 1935 (Viererkombination aus Abfahrt, Slalom, Langlauf und Sprunglauf)
- Schweizer Abfahrtsmeister 1935